# Родріго Ріос Лосано
Родріго Ріос Лосано (ісп. Rodrigo Ríos Lozano; 6 червня 1990, Сорія) — іспанський футболіст, нападник клубу «Бристоль Сіті».

## Клубна кар'єра
Родрі починав кар'єру в скромній команді «Ла Мотілья», звідки й потрапив до системи «Севільї». За другу команду клубу він дебютував 2009 року, а вперше в основу його викликали на початку 2010 року. Родрі потрапив у заявку на матч Ліги чемпіонів з московським ЦСКА, але на поле так і не вийшов. 28 лютого того ж року він дебютував у Прімері в зустрічі з «Атлетіком» (0:0), замінивши Ренату. Свій другий матч за «Севілью» форвард провів уже наприкінці сезону - 15 травня. Це був матч з «Альмерією». Родрі забив гол ударом через себе на 93 хвилині гри. Севільська преса високо оцінила цей гол. У сезоні 2010/11 форвард провів п'ять ігор за «Севілью». Влітку 2011 року гравець поповнив лави другої команди «Барселони».

## Кар'єра в збірній
Родрі провів два матчі і забив один гол за молодіжну збірну Іспанії.

## Статистика виступів
Станом на 5 липня 2018
| Клуб               | Сезон              | Ліга | Ліга | Кубок | Кубок | Європа | Європа | Інші | Інші | Загалом | Загалом |
| Клуб               | Сезон              | Ігри | Голи | Ігри  | Голи  | Ігри   | Голи   | Ігри | Голи | Ігри    | Голи    |
| ------------------ | ------------------ | ---- | ---- | ----- | ----- | ------ | ------ | ---- | ---- | ------- | ------- |
| Севілья Б          | 2009–10            | 28   | 9    | —     | —     | —      | —      | —    | —    | 28      | 9       |
| Севілья Б          | 2010–11            | 26   | 19   | —     | —     | —      | —      | —    | —    | 26      | 19      |
| Севілья Б          | Загалом            | 54   | 28   | —     | —     | —      | —      | —    | —    | 54      | 28      |
| Севілья            | 2009–10            | 2    | 1    | 0     | 0     | 0      | 0      | —    | —    | 2       | 1       |
| Севілья            | 2010–11            | 5    | 0    | 3     | 1     | 1      | 0      | 0    | 0    | 9       | 1       |
| Севілья            | Загалом            | 7    | 1    | 3     | 1     | 1      | 0      | 0    | 0    | 11      | 2       |
| Барселона Б        | 2011–12            | 35   | 7    | —     | —     | —      | —      | —    | —    | 35      | 7       |
| Шеффілд Венсдей    | 2012–13            | 11   | 1    | —     | —     | —      | —      | 1    | 0    | 12      | 1       |
| Сарагоса           | 2012–2013          | 12   | 2    | —     | —     | —      | —      | —    | —    | 12      | 2       |
| Альмерія           | 2013–14            | 27   | 8    | —     | —     | —      | —      | —    | —    | 27      | 8       |
| Мюнхен 1860        | 2014–15            | 6    | 1    | —     | —     | —      | —      | —    | —    | 6       | 1       |
| Вальядолід         | 2015–16            | 34   | 4    | 1     | 0     | —      | —      | —    | —    | 35      | 4       |
| Кордоба            | 2016–17            | 40   | 11   | 3     | 1     | —      | —      | —    | —    | 43      | 12      |
| Культураль Леонеса | 2017–18            | 39   | 11   | 1     | 0     | —      | —      | —    | —    | 40      | 11      |
| Загалом за кар'єру | Загалом за кар'єру | 265  | 74   | 8     | 2     | 1      | 0      | 1    | 0    | 275     | 76      |

## Досягнення
- Володар Кубка Іспанії: 2009/10